# Fyrværkeri
Fyrværkeri er afbrænding af kemiske forbindelser for at skabe lydeffekter (fx heksehyl, kinesere og kanonslag), lyseffekter (fx fontæner, sole og raketter) eller røg (røgbomber).

## Om fyrværkeri
Fyrværkeri består hovedsageligt af et paprør med en kemisk blanding, kaldet en sats (benævnes ofte som "krudt").
En lunte (stupin) er sat på fyrværkeriet for at forsinke effekten. En stupin bestod i gamle dage af en bomuldssnor indhyllet i krudt, men denne type var for farligt, da omkringfarende gnister kunne antænde den længere inde og derved få en mindre forsinkelse. Nu om dage bruger man en grøn sikkerhedslunte, som i korte træk er krudt, der er indhyllet i et lag bomuldstråde samt nitrocellulose.
Til frembringelse af lyseffekter benyttes metaller eller metalsalte, som alt efter deres art giver forskellige farver; natrium: gul, kalium: violet, strontium: rød, barium: grøn, kobber: blå, magnesium: hvid, calcium: orange, sølv (titan/magnesium/aluminium/magnalium) eller gylden kul/jern.

## I Danmark
I middelalderen kendes ildlancerer, som funger som nutidens romerlys.  De er blevet anvendt i krig. Fyrværkeri til festlige begivenheder kendes i danmarkshistorien fra Christian 4.s kroning, og i gamle dage var det kun kongen, som havde lov til at benytte det.
Tobaksbutikkerne begyndte at sælge fyrværkeri omkring år 1900, hvorefter det blev almindeligt at købe det op til nytår. Nu er handelen spredt på mange forskellige butikstyper. 
Der i dag meget specifikke krav til, hvilket fyrværkeri man må købe, sælge og være i besiddelse af. For at være lovligt i Danmark skal fyrværkeri enten have et CE-mærke (efter 2010) eller et SIK-nummer (før 2010). Desuden er alt fyrværkeri købt i udlandet ulovligt at bruge i Danmark. Visse fyrværkerityper må kun håndteres af professionelle fyrværkere. Krysantemumbomber og  kanonslag er generelt ulovlige i Danmark.
I Danmark er det lovligt at købe fyrværkeri fra 15. december til 31. december, og at afskyde det fra den 31. december til og med 1. januar året efter.